# 1017
| [ Edytuj tabelę ]              |                                                           |
| Książę Polski                  | - 992 Bolesław I Chrobry 1025                             |
| Król Angkoru                   | - 1010 Surjawarman I 1048                                 |
| Król Anglii                    | - 1014 Knut Wielki 1035                                   |
| Hrabia Aragonii i król Nawarry | - 1000 Sancho III Wielki 1035                             |
| Hrabia Barcelony               | - 992 Rajmund Borrell 1017 - 1017 Berengar Rajmund I 1035 |
| Książę Bawarii                 | - 1005 Henryk V 1026                                      |
| Książę Burgundii               | - 1016 Henryk I 1032                                      |
| Cesarz Bizancjum               | - 976 Bazyli II Bułgarobójca 1025                         |
| Car Bułgarii                   | - 1015 Iwan Władysław 1018                                |
| Cesarz Chin                    | - 997 Song Zhenzong 1022                                  |
| Książę Czech                   | - 1012 Oldrzych 1033                                      |
| Król Danii                     | - 1014 Harald Svensson 1018                               |
| Władca Egiptu                  | - 996 Al-Hakim bi-Amr Allah 1021                          |
| Król Francji                   | - 996 Robert II Pobożny 1031                              |
| Król Gruzji                    | - 1014 Jerzy I 1027                                       |
| Hrabia Holandii                | - 993 Dirk III 1039                                       |
| Cesarz Japonii                 | - 1016 Go-Ichijō 1036                                     |
| Kalif                          | - 991 Al-Kadir 1031                                       |
| Hrabia Kastylii                | - 995 Sancho I Garcia 1017 - 1017 Garcia II Sanchez 1029  |
| Król Kastylii                  | - 1000 Sancho III 1035                                    |
| Wielki książę Kijowa           | - 1015 Światopełk I Przeklęty 1019                        |
| Patriarcha Konstantynopola     | - 999 Sergiusz II 1019                                    |
| Władca Korei                   | - 1009 Hyŏnjong 1031                                      |
| Król Leónu                     | - 999 Alfons V 1028                                       |
| Król Norwegii                  | - 1016 Olaf II Haraldsson 1028                            |
| Hrabia Palatynatu              | - 994 Ezzon 1034                                          |
| Papież                         | - 1012 Benedykt VIII 1024                                 |
| Hrabia Portugalii              | - 1017 Nuno I i Ilduara Mendes 1028                       |
| Cesarz rzymski (niemiecki)     | - 1014 Henryk II 1024                                     |
| Książę Saksonii                | - 1011 Bernard II 1059                                    |
| Król Szkocji                   | - 1005 Malcolm II 1034                                    |
| Król Szwecji                   | - 995 Olof Skötkonung 1022                                |
| Doża Wenecji                   | - 1009 Otton Orseolo 1026                                 |
| Król Węgier                    | - 1000 Stefan I Święty 1038                               |

Rok 1017 / MXVII
stulecia: X wiek ~
XI wiek ~
XII wiek

lata: 1007 «
1012 «
1013 «
1014 «
1015 «
1016 «
1017
» 1018
» 1019
» 1020
» 1021
» 1022
» 1027

## Wydarzenia w Polsce
- trzecia wyprawa cesarza Henryka II wraz z oddziałami czeskimi i lutyckimi na Polskę. Zdobycie Głogowa przez wojska Cesarstwa, a następnie oblężenie Niemczy (Wielka Obrona Niemczy). Podczas odwrotu Niemcy nękani wojną podjazdową ponieśli bardzo duże straty.
- na wschodzie uderzył na Polskę książę ruski Jarosław I Mądry, ale atak jego został odparty przez polskie wojska
- we wrześniu zagony polskie wtargnęły między Łabę i Muldę.

## Urodzili się
- 28 października – Henryk III, cesarz rzymski, król niemiecki (zm. 1056)
- Ferdynand I Wielki, władca Leónu i król Kastylii (zm. 1065)

## Zmarli
- Elwira Kastylijska – królowa Leónu (ur. ok. 978)
- Emnilda słowiańska – trzecia żona Bolesława I Chrobrego (ur. zapewne 970-975)